# NGC 4926
NGC 4926 é uma galáxia elíptica (E-S0) localizada na direcção da constelação de Coma Berenices. Possui uma declinação de +27° 37' 28" e uma ascensão recta de 13 horas, 01 minutos e 53,9 segundos.
A galáxia NGC 4926 foi descoberta em 6 de Abril de 1864 por Heinrich Louis d'Arrest.